# Reprezentacja Niemieckiej Republiki Demokratycznej U-21 w piłce nożnej mężczyzn
Reprezentacja NRD U-21 w piłce nożnej – młodzieżowa reprezentacja Jugosławii sterowana przez Deutscher Fußball-Verband. Jej największym sukcesem jest wicemistrzostwo Europy młodzieży w 1974, 1978 i 1980 roku. Do 1976 w młodzieżowej reprezentacji mogli występować piłkarze do 23 lat. W 1990 została rozformowana w związku ze zjednoczeniem Niemiec.

## Sukcesy
- Mistrzostwa Europy U-23/U-21:
  - wicemistrz (3x): 1974, 1978, 1980

## Występy w ME U-23
- 1972: 3. miejsce w grupie 7
- 1974: Wicemistrz
- 1976: 2. miejsce w grupie 7

## Występy w ME U-21
- 1978: Wicemistrz
- 1980: Wicemistrz
- 1982: Nie zakwalifikowała się
- 1984: Nie zakwalifikowała się
- 1986: Nie zakwalifikowała się
- 1988: Nie zakwalifikowała się
- 1990: Nie zakwalifikowała się